# Александријска сена
Сена од Александрије (Александријска сена или само сена) је декоративна биљка из рода Senna. Користи се у биљној медицини. Лишће од сене употребљава се као јако и опробано средство за чишћење, као благ лаксатив.
Сена расте у више области областима Африке и Азије. Од Судана до Ирана расте неколико врста сене: зрела, осушена и исецкана. Расте у горњем Египту, посебно у Нубијској области, и у близини Картума (Судан), где се гаји као комерцијална биљка. Она се такође узгаја у другим земљама, посебно у Индији и Сомалији.
Александријска сена је жбунаста биљка, која достиже 0,5–1, ретко два метра висине заједно са гранама, бледо зеленим усправним стаблом и дугим раширениме гранама које имају четири или пет пари листова. Ови листови формирају сложене, листиће у облику пера. Средишњи делови листа су раздвојени подједнако на бази летке. Цветови су велики, обојен у жуту боју која по правилу иде до браон боје. Њено махунасто воће је рогато, дугуљаст, компримовано и равно и садрже око шест семена.
Када се култивишу биљке се секу једном у шест месеци, суше на сунцу, ољуште и пакују у торбе од палминог лишћа. Оне се затим шаљу на камилама у Есуан и Дарао, а затим низ Нил у Каиро или у луке на Црвеном мору. За номадске Абабде, на пример, трговина александријском сеном представља значајан извор прихода.

## Називи и систематика
Сена од александрије је такође познат под именима Египатска Сена, Источноиндијска Сена или на француском séné de la palthe.
Добила је име „Сена од Александрије” и „Египатска Сена”, јер је Александрија у Египту била главна трговачка лука. Воће и лишће су транспортовани из Нубије и Судана и из других места у Александрију, онда од ње преко Медитерана до Европе и Азији.
Иако ово може да изгледа као научно име, Cassia Officinalis је заправо фармацеутски термин за ову биљку, одатле Officinalis латински придев, који означава инструмент, посуђе и медицинско једињење, се пише са великим почетним словом, за разлику од одређених придева, који се увек пишу са мали почетним словом.

## Састав
Садржи гликозиде, сенозиде А и Б, флавоноиде, слуз, тенин, смоле и антрахинонске деривате.

## Употреба
Историјски, Сена од Александрије је коришћена у облику махуна или као биљни чај направљен од лишћа, као лаксатив.
Активни састојци листа биљке сене дјелују на Аурбацхов комплекс, нервне завршетке у зиду дебелог цријева, појачавају перисталтику , цријева и пролазак хране. Чај од сене помаже природном варењу, спречава лијеност цријева и затвор. Од сениниг лишћа се прави чај, на тај начин што се једна кашика (око 10 гр) лишћа прелије шољом кључале воде, чешће промијеша и после двадесет минута проциједи и пије. Сенино лишће се не смије употребљавати за вријеме трудноће, запаљења мокраћне бешике или запаљења материце. Иначе је употреба сениног лишћа врло честа. Сличног, али блиажег дјеловања су махуне од истих врста.Увијек припремите свјеж чај. За изљечење цријева најбоље је пустити чај да стоји 2-3 сата, а затим проциједити и попити прије спавања. Након успостављања нормалне функције цријева, прекида се са примјеном чаја до сљедеће потребне прилике. Од нежељених ефеката који се могу приметити током уобичајеног дозирања чаја, треба споменути потпуно безопасно црвено обојење урина.
Модерна медицина користи екстракт сене од 1950-их као лаксатив. Ако се случајно конзумира од стране беба може изазвади нежељене ефекте као што су осипи. Активни састојци су сена гликозиди који интерагују са ћелијама црева.